# Sampaio (bairro)
Sampaio é um bairro da Zona Norte do município do Rio de Janeiro, cortado pelos ramais de Santa Cruz e Japeri da SuperVia. 
Seu IDH, no ano 2000, era de 0,839, o 59º melhor do município do Rio de Janeiro.
De caráter estritamente residencial, localiza-se entre os bairros do Engenho Novo, Jacaré, Riachuelo e Vila Isabel. É separado deste último pela Serra do Engenho Novo.

## História

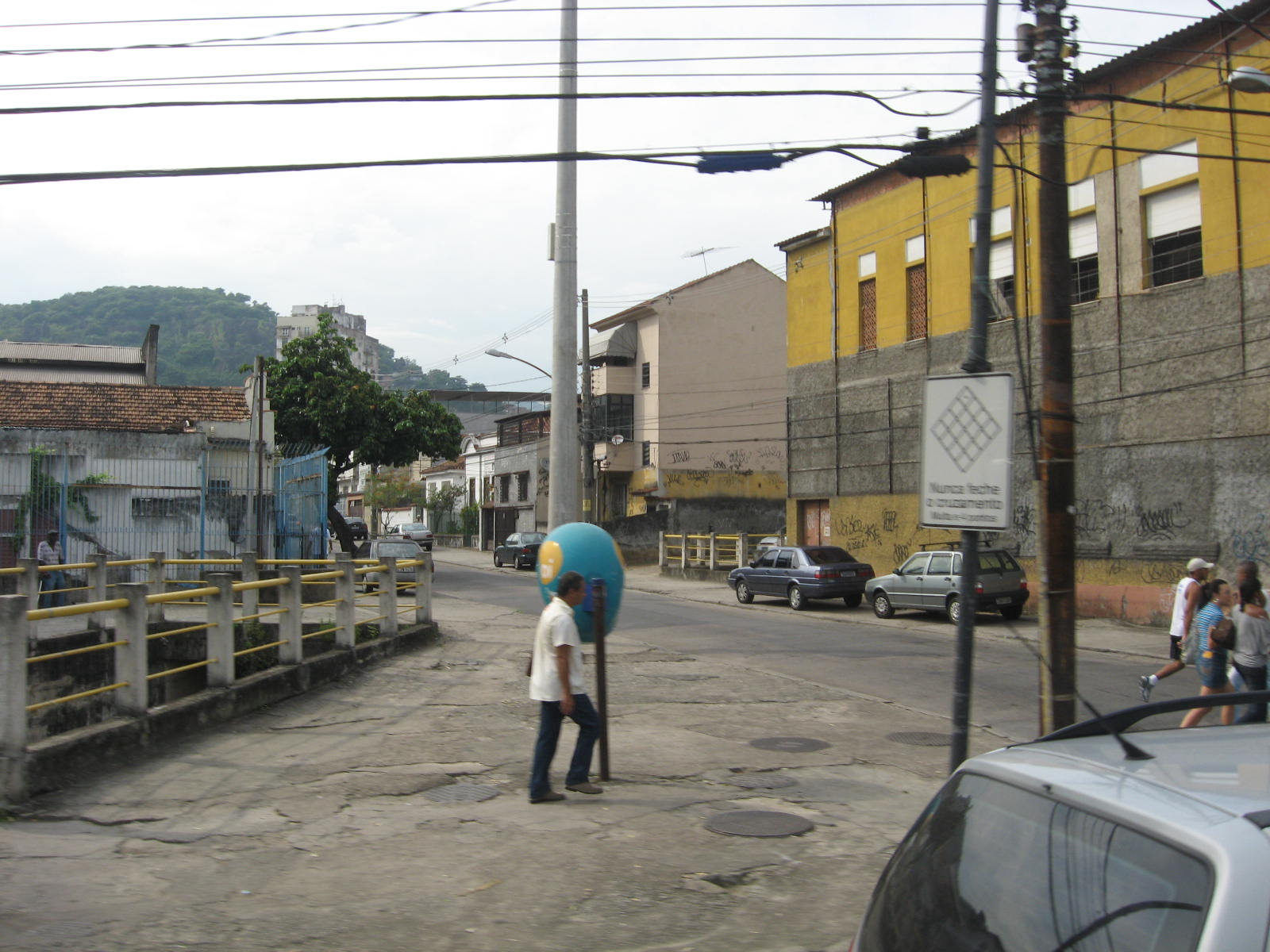
Vista do bairro carioca de Sampaio, no subúrbio da cidade do Rio de Janeiro.

Assim como o bairro do Riachuelo, Sampaio tem origem na antiga fazenda do Engenho Novo. Suas terras pertenciam a grandes proprietários como Paim Pamplona e Adriano Muller que, com o tempo, foram loteadas e urbanizadas. Os primitivos proprietários abriram ruas como a Cadete Polônia e Paim Pamplona. Sua estação é uma homenagem ao então Coronel Antônio de Sampaio, Patrono da Infantaria. No Bairro, estão localizadas as comunidades do Morro da Matriz e Quieto. Na Av. Marechal Rondon está a Vila Olímpica do Sampaio.

## Localização
O bairro de Sampaio faz parte da região administrativa de Méier. Os bairros integrantes da região administrativa são: Abolição, Água Santa, Cachambi, Encantado, Engenho de Dentro, Engenho Novo, Jacaré, Lins de Vasconcelos, Méier, Piedade, Pilares, Riachuelo, Rocha, Sampaio, São Francisco Xavier e Todos os Santos.
O bairro fica exatamente entre os estádios do Maracanã e Engenhão. E no ponto do meio exato,fica a Vila Olímpica do Sampaio.
A denominação, delimitação e codificação do bairro foi estabelecida pelo Decreto Nº 3158, de 23 de julho de 1981 com alterações do Decreto Nº 5280, de 23 de agosto de 1985 e pela Lei Complementar nº 17 de 29 de julho de 1992.